# سیارک ۹۰۶۲
سیارک ۹۰۶۲ (به انگلیسی: 9062 Ohnishi، نامگذاری:1992WO5) نه هزار و شصت و دومین سیارک کشف شده‌است که در ۲۷ نوامبر ۱۹۹۲ کشف شد.
قدر مطلق سیارک برابر ۱۴٫۰۰ است.